# أورلاندو براون (لاعب كرة قدم أمريكية)
أورلاندو براون (بالإنجليزية: Orlando Brown)‏ هو لاعب كرة قدم أمريكية أمريكي، ولد في 12 ديسمبر 1970 في واشنطن العاصمة في الولايات المتحدة، وتوفي في 23 سبتمبر 2011 في بالتيمور في الولايات المتحدة بسبب حماض كيتوني سكري.

## وصلات خارجية
- أورلاندو براون على موقع مرجع كرة القدم المحترفة.كوم (الإنجليزية)